# Novi Grad
Novi Grad (kyrilliska: Нови Град, tidigare: Bosanski Novi) är en ort i kommunen Novi Grad i Serbiska republiken i nordvästra Bosnien och Hercegovina. Orten ligger vid floderna Sana och Unas sammanflöde, på gränsen till Kroatien. På andra sidan floden ligger orten Dvor. Novi Grad hade 10 120 invånare vid folkräkningen år 2013.
Av invånarna i Novi Grad är 67,54 % serber, 28,67 % bosniaker, 1,04 % kroater och 0,40 % romer (2013).

## Namn
Före Bosnienkriget hette staden Bosanski Novi, men under krigsförloppet beslöt Serbiska republiken att samtliga städer innehållande namnet Bosanski skulle avlägsna detta. Idag använder regeringen i Serbiska republiken namnet Novi Grad ("Nya staden") medan regeringen i Bosnien och Hercegovina använder både Bosanski Novi och Novi Grad.

## Bildgalleri

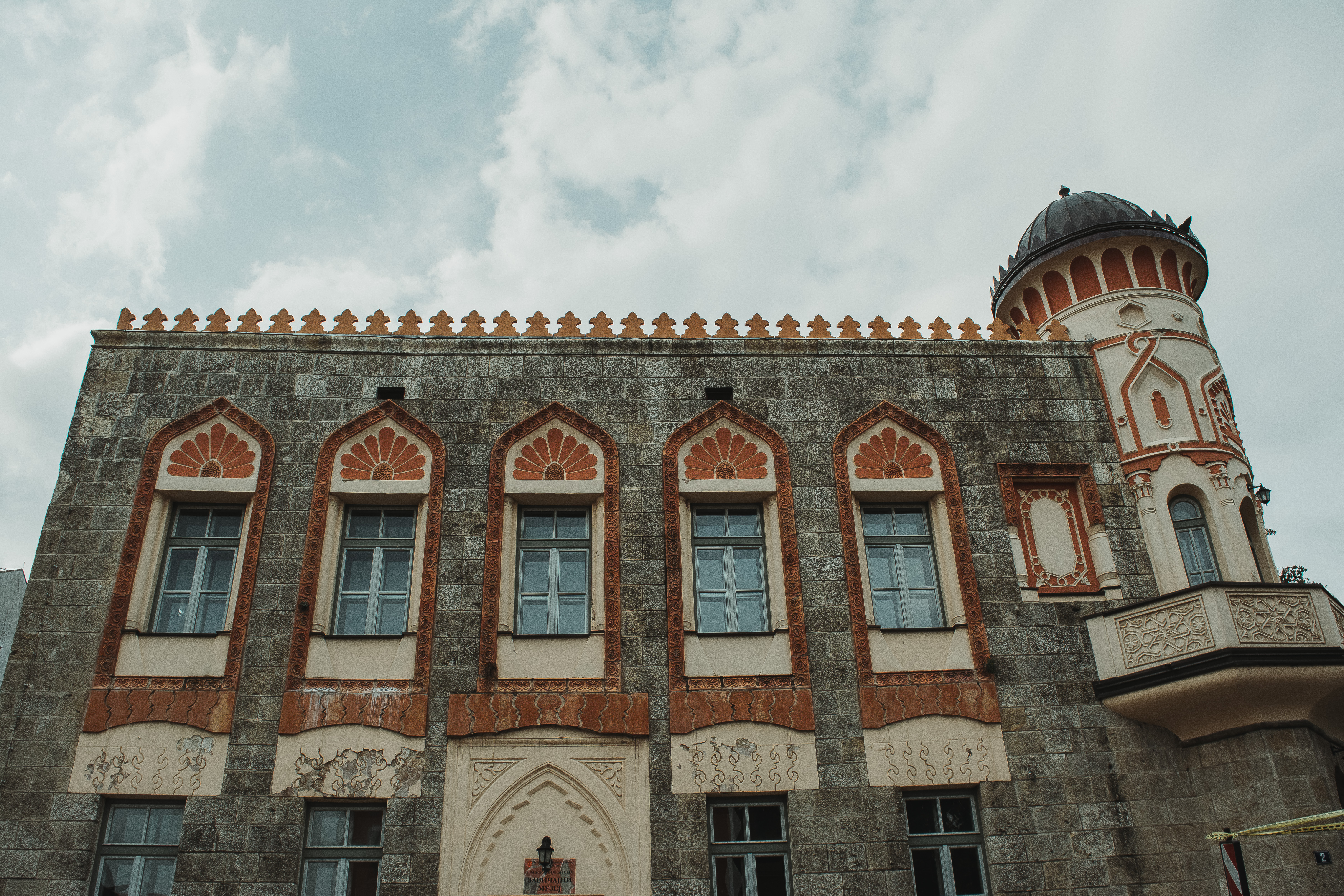
Stadshuset i Novi Grad.
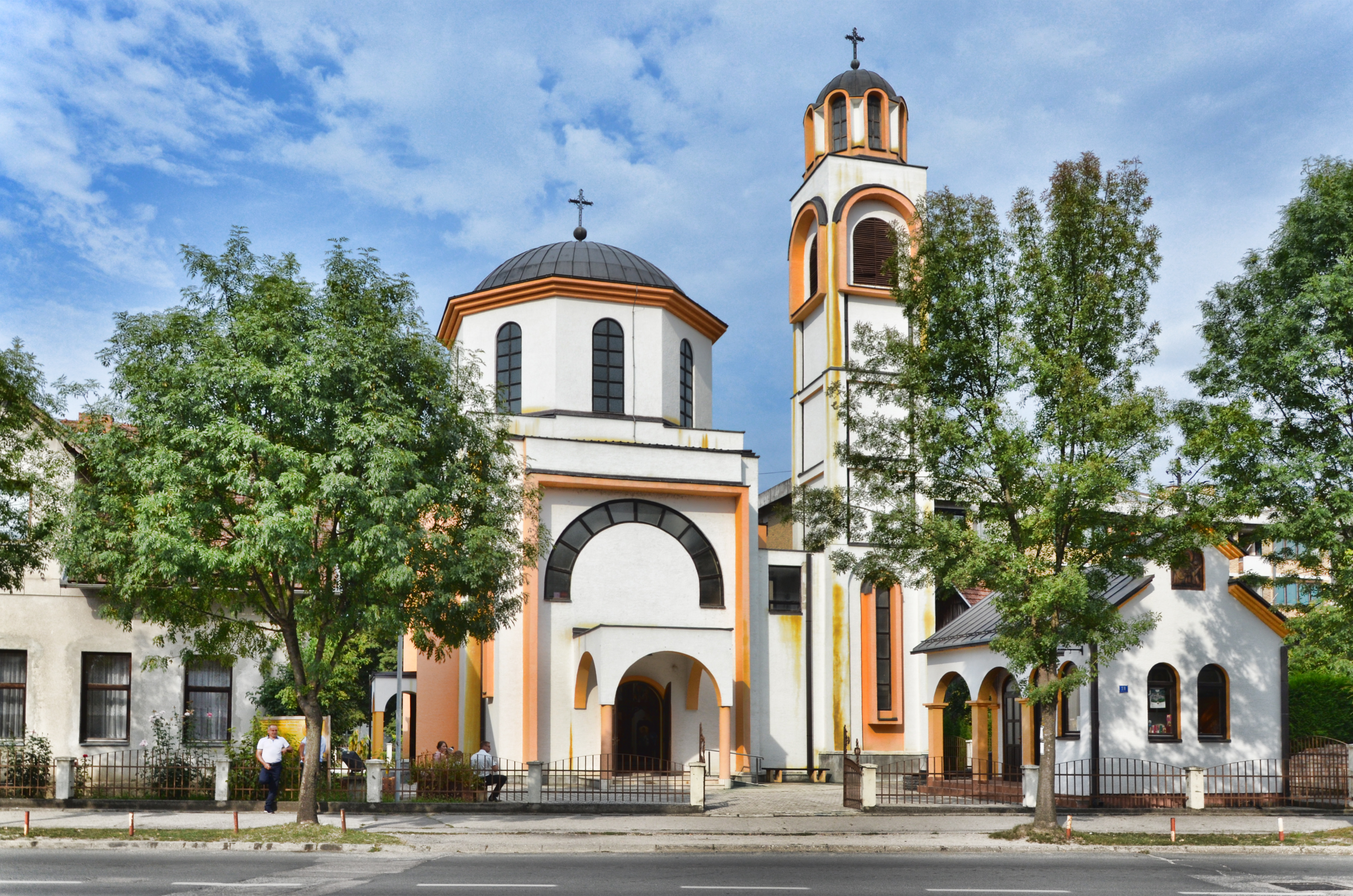
Serbisk-ortodox kyrka.
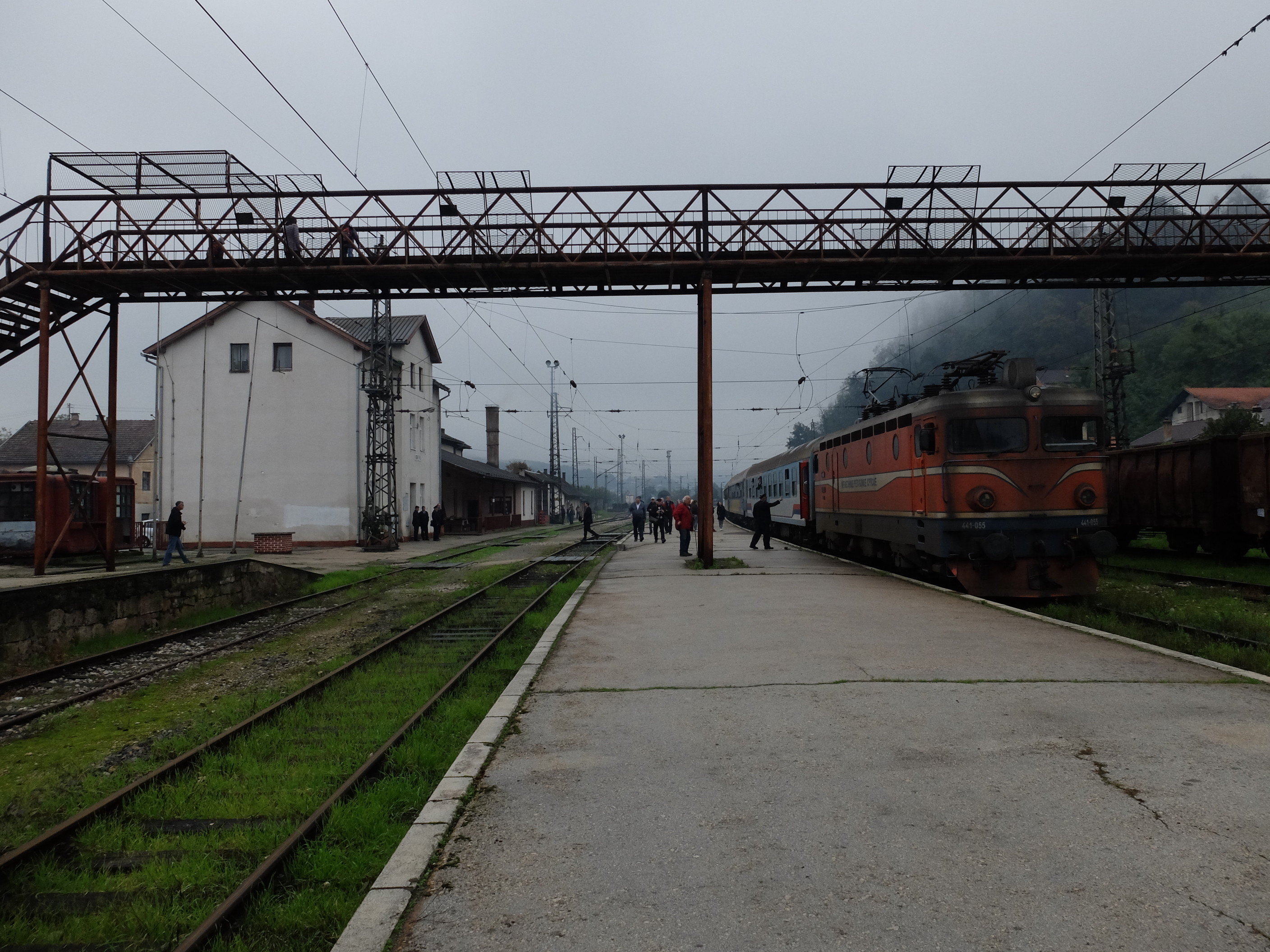
Järnvägsstationen år 2015.